# 圣十字小堂 (贝加莫)
圣十字小堂（Tempietto di Santa Croce）是一个八角形罗马式小堂，位于意大利贝加莫上城,靠近圣母圣殿（Santa Maria Maggiore）。原建筑建于11世纪上半叶，但是关于该建筑最早的记载是在1133年。贝加莫省其他的罗马式建筑还包括圣多默圆形堂（Rotonda di San Tomè）、圣茱丽雅圣殿（Basilica di Santa Giulia），以及圣艾智德修道院（Priorato di Sant'Egidio）。